# Valentino Di Bella
Valentino Di Bella (Giarre, 1937 – Roma, 2008) è stato un pianista italiano.

## Biografia
Si può annoverare nel panorama della didattica pianistica e compositiva. La sua attività di didatta cominciò nel conservatorio di Cosenza di cui era direttore il maestro Giuseppe Giacomantonio proseguendo dopo alcuni anni al  conservatorio Francesco Morlacchi di Perugia. 
Il maestro era siciliano di nascita ma romano d'elezione. Nella sua abitazione capitolina formò diverse generazioni di pianisti e compositori tra cui i pianisti Gabriella Rivelli e i compositori Diego Minciacchi, Simone Santi Gubini, Silvia Colasanti, Francesco Venerucci, Roberto Giulio Cassiano, Enrico Cosimi. 